# Regione di Banská Bystrica
La regione di Banská Bystrica (in slovacco Banskobystrický kraj) è una delle otto regioni amministrative della Slovacchia.
È la più grande delle regioni slovacche e ne è capoluogo la città di Banská Bystrica, altre città importanti nella regione sono Zvolen, Lučenec, Rimavská Sobota e le antiche città minerarie di Kremnica e Banská Štiavnica.
La regione è attraversata dai monti Metalliferi Slovacchi ed è ricca di antichi centri minerari. Il fiume principale che scorre nella regione è il Hron mentre il fiume Ipeľ costituisce il confine naturale con l'Ungheria. Entrambi sfociano nel Danubio.
Nel sud della regione risiede una nutrita minoranza ungherese. La regione è la meno densamente abitata fra le regioni della Slovacchia.

## Geografia antropica

### Suddivisioni amministrative
La regione è suddivisa in 13 distretti:
|  | - Banská Bystrica - Banská Štiavnica - Brezno - Detva - Krupina - Lučenec - Poltár - Revúca - Rimavská Sobota - Veľký Krtíš - Zvolen - Žarnovica - Žiar nad Hronom |